# Sequía en América del Norte de 1988-1990
La sequía de 1988-1989 en América del Norte se encuentra entre los peores episodios de sequía en los Estados Unidos. Esta sequía de varios años comenzó en la mayoría de las áreas en 1988 y continuó en 1989 y 1990 (en ciertas áreas). La sequía causó daños por $ 60 mil millones ($ 131 mil millones en 2021 USD) en dólares estadounidenses, ajustados por inflación). La sequía ocasionó algunos de los peores eventos de polvo soplado desde 1977 o la década de 1930 en muchos lugares del medio oeste de los Estados Unidos, incluida una tormenta de polvo prolongada, que cerró las escuelas en Dakota del Sur a fines de febrero de 1988. Durante la primavera, varias estaciones meteorológicas establecieron récords para la precipitación total mensual más baja y el intervalo más largo entre las precipitaciones mensurables, por ejemplo, 55 días seguidos sin precipitación en Milwaukee. Durante el verano, se desarrollaron dos olas de calor récord, similares a las de 1934 y 1936. Las olas de calor simultáneas mataron de 4.800 a 17.000 personas en los Estados Unidos. Durante el verano de 1988, la sequía provocó muchos incendios forestales en el oeste boscoso de América del Norte, incluidos los incendios de Yellowstone de 1988.
En su apogeo, la sequía cubrió el 45% de los Estados Unidos. Si bien cubre menos área que el Dust Bowl, que cubrió el 70% de los Estados Unidos, la sequía de 1988 se ubica no solo como la sequía más costosa en la historia de los Estados Unidos, sino también como uno de los desastres naturales más costosos en la historia de los Estados Unidos. En Canadá las pérdidas relacionadas con la sequía ascendieron a 1.800 millones de dólares (dólares canadienses de 1988).

## Origen
Después de una sequía más leve en el sureste de los Estados Unidos y California el año anterior, la sequía de 1988-1989 afectó a los estados del Atlántico medio, el sureste de los Estados Unidos, el medio oeste de los Estados Unidos, el norte de las Grandes Llanuras y el oeste de los Estados Unidos. Las olas de calor que acompañaron a la sequía causaron la muerte de entre 4.800 y 17.000 estadounidenses, así como de ganado en todo Estados Unidos. El cultivo de tierras marginalmente cultivables, así como el bombeo de aguas subterráneas hasta casi su agotamiento contribuyeron al daño de este evento. La sequía destruyó cultivos en casi todo el país, el césped se volvió marrón y muchas ciudades declararon restricciones de agua. Más de cuatro pulgadas (100 mm) de lluvia útil fueron traídas a partes del Medio Oeste en septiembre de 1988 por el huracán Gilbert, que cruzó Texas y Oklahoma como una depresión tropical, debilitándose a medida que avanzaba hacia el norte hacia Misuri, y la lluvia se extendía hasta los Grandes Lagos. En algunas áreas, el huracán Gilbert superó la sequía por completo, pero otras ubicaciones estaban en & menos; 6 o menos en el Índice de severidad de la sequía de Palmer a principios del otoño de 1988 y un cambio general en el Se requería un patrón que se había mantenido durante los nueve meses anteriores para aliviar los impactos hidrológicos de la sequía.
Incendios forestales en el parque nacional de Yellowstone quemaron 793 880 acres (3213 km²) y crearon una destrucción excepcional en el área. Por múltiples razones, la sequía catastrófica continuó en el Upper Midwest y los estados del norte de Great Plains durante 1989, y no terminó oficialmente hasta 1990. Las condiciones secas continuaron durante 1989, afectando a Iowa, Illinois, Misuri, el este de Nebraska, Kansas y ciertas partes de Colorado.